# Metekel
Metekel è una delle zone amministrative in cui è suddivisa la Regione Benisciangul-Gumus in Etiopia.

## Woreda
La zona è composta da 7 woreda:
1. Bulen
2. Dangura
3. Debati
4. Guba
5. Madira
6. Pawe
7. Wenbera